# Pomilio Blumm
Pomilio Blumm è la principale agenzia di comunicazione pubblica ed istituzionale in Europa e sesta nel settore marketing e advertising, fondata negli anni sessanta con il nome di "Pomilio Idee". 
Il Financial Times nella classifica sulle Fastest Growing Companies in Europa ha inserito Pomilio Blumm come prima società italiana per fatturato nel settore advertising.

## Storia
Negli anni sessanta, Oscar e Gabriele Pomilio (nipoti di Ottorino Pomilio) fondano la Pomilio Idee, tra le prime agenzie pubblicitarie con sede in Abruzzo. I due fondatori appartengono a una famiglia dalla lunga tradizione imprenditoriale.

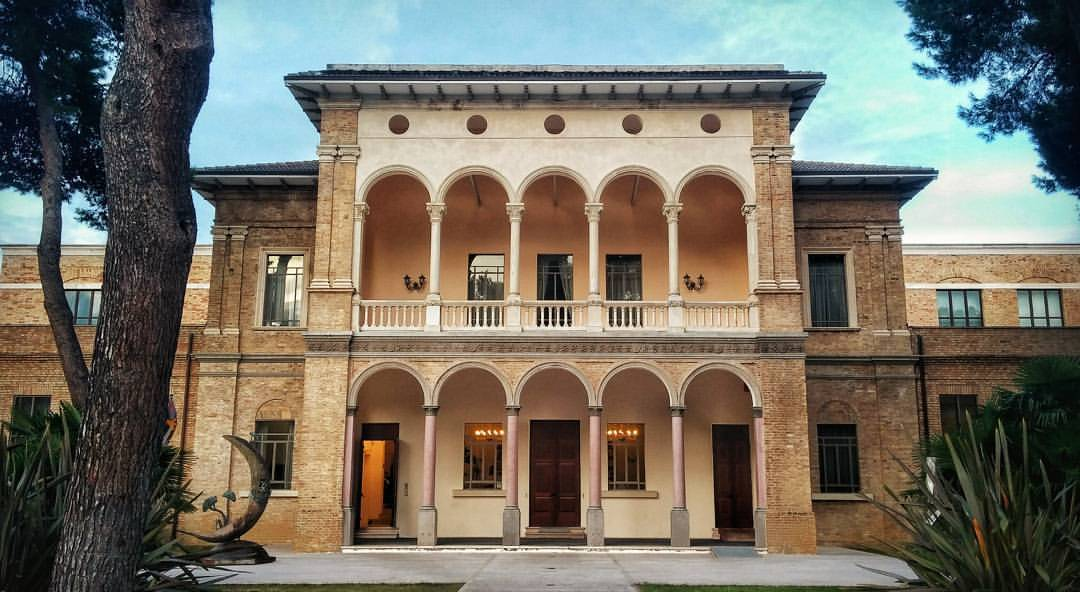
Lo storico edificio di Pescara, sede dell'Aurum e oggi sede di eventi culturali

Tra i primi clienti della Pomilio Idee figura l'Aurum, il liquore abruzzese realizzato nell'omonima distilleria fondata negli anni venti dalla stessa famiglia. Il nome "Aurum" fu coniato dallo scrittore Gabriele D'Annunzio e i primi manifesti che sponsorizzavano questo liquore sono stati realizzati da Marcello Dudovich.
Negli anni settanta la Pomilio Idee diventa Pomilio Blumm, dal nome della rivista gratuita "Blumm" nata nel 1976 per opera di Gabriele Pomilio e distribuita agli abbonati del telefono della regione Abruzzo. Nel 1980 ottiene la Targa d'Oro della pubblicità. Sono di questi anni anche la creazione di "Ameen Blumm", società di comunicazione italo-araba in Arabia Saudita, e il progetto "The Bridge" a Dubai, per supportare le aziende nell'espansione verso mercati emergenti.
Il processo di modernizzazione della Pubblica amministrazione iniziato negli anni novanta porterà Pomilio Blumm, sotto la guida di Franco e Massimo Pomilio, figli di Oscar, a lavorare in modo sempre più dedicato all'ambito della comunicazione pubblica.
In ambito nazionale ha curato e contributo alla realizzazione di progetti di comunicazione ed organizzazione di eventi per la Presidenza del Consiglio dei ministri, ISTAT, Autorità per l'energia elettrica e il gas, Marina Militare, l’Aeronautica Militare, Expo 2015. Tra i clienti a livello internazionale vi sono la Commissione europea, Frontex e la Banca Centrale Europea. Pomilio Blumm collabora con le principali istituzioni nazionali per la gestione di specifici eventi istituzionali, quali la Presidenza della Repubblica e la Presidenza del Consiglio dei Ministri, con la quale nel 2021 l'agenzia ha curato la gestione del G20 svoltosi in Italia, e le diverse ministeriali collegate. Pomilio Blumm è risultata aggiudicataria del G7 che si svolgerà in Italia nel 2024.
Nel 2022 la Pomilio Blumm è stata premiata da Forbes con il Social Awards, premio che la rivista internazionale ha riconosciuto per la campagna Italy is simply straordinary: beIT, per la promozione del Made in Italy e a sostegno delle esportazioni italiane e dell’internazionalizzazione del sistema economico nazionale. Premiata di nuovo nel 2023 per le campagne di comunicazione realizzate per la LUISS e per la Direzione Generale per la Giustizia e i Consumatori (DG JUST) della Commissione europea.

## Progetti collegati
Per studiare, aggiornarsi e contribuire a gestire in modo consapevole l'incidenza sociale e culturale della comunicazione – settore in cui l'azienda opera – Pomilio Blumm ha dato vita a iniziative culturali legate proprio ai temi della comunicazione: dalla formazione in comunicazione con Blumm Academy ai forum di discussione International Communication Summit e Oscar Pomilio Forum, dalla rivista ICS Magazine ai premi artistici Art Award e Blumm Prize. Nel 2016, è andato in onda sul canale televisivo tematico Sky Arte HD il contest sull'arte contemporanea Pomilio Blumm Prize.

## Logo
Il logo dell'agenzia è stato rinnovato nel 2019 a cura di Milton Glaser, mantenendo come elemento fondamentale il rinoceronte. Da questa esperienza e dall"incontro con Glaser è nato il video-documentario A Social Design Story, prodotto da Pomilio Blumm e disponibile su Amazon Prime Video USA e UK.